# Леон (департамент)
Лео́н (исп. León) — один из департаментов Никарагуа.

## География
Департамент находится в западной части Никарагуа, к югу от него лежит озеро Манагуа. Площадь департамента составляет 5138,03 км². Численность населения — 404 471 человек (перепись 2012 года). Плотность населения — 78,72 чел./км². Административный центр — город Леон.
Граничит на севере с департаментом Эстели, на западе с департаментом Чинандега, на востоке с департаментами Манагуа и Матагальпа.

## Муниципалитеты
В административном отношении территория департамента разделена на 10 муниципалитетов:
1. Ачуапа
2. Кесальгуаке
3. Ла-Пас-Сентро
4. Ларрейнага
5. Леон
6. Нагароте
7. Санта-Роса-дель-Пеньон
8. Телика
9. Эль-Саусе
10. Эль-Хикараль